# باتريشيا باول
باتريشيا باول (بالإنجليزية: Patricia Powell)‏ (1966 في جامايكا)؛ كاتِبة وروائية أمريكية.